# Ponce (álbum de Carlos Ponce)
Ponce es el título del tercer álbum de estudio grabado por el cantautor y actor puertorriqueño-estadounidense Carlos Ponce. Fue lanzado al mercado por la empresa discográfica EMI Latin el 23 de abril de 2002. 
El álbum fue producido por Emilio Estefan, Jr., co-producido por Joel Someillan, Tim Mitchell y Sebastián Krys y el tercer álbum de larga duración del cantante desde sus dos álbumes anteriores Carlos Ponce (1998) y Todo lo que soy (1999), respectivamente. 
Ofrece principalmente baladas románticas y canciones tropicales, la mayoría coescrita por el artista. Ponce cuenta con dos versiones de "Concebido sin pecado". Este último fue utilizado para el tema principal de la telenovela mexicana de la cadena Televisa titulada Sin pecado concebido (2001), bajo la producción de José Alberto Castro. Fue protagonizada por Angélica Rivera y el propio Carlos Ponce, antagonizada por Sergio Goyri e Itatí Cantoral. Y el sencillo "Mujer con pantalones", compuesta por Emilio Estefan y Nicolás Tovar. Afro Caribe con sabor "Jabón", la orquestada "Dime caricias", y el pop latino "Nalgadas de Sabina," inspirada por el cantante y compositor y el ícono de rock en español Joaquín Sabina, es otra de las pistas del álbum.

## Lista de canciones
| Ponce |                                          |                                                    |          |  |
| N.º   | Título                                   | Escritor(es)                                       | Duración |  |
| 1.    | «Canela»                                 | Carlos Ponce · Joel Someillán                      | 3:54     |  |
| 2.    | «Jabón»                                  | Emilio Estefan, Jr. · Gian Marco                   | 3:37     |  |
| 3.    | «Mujer con pantalones»                   | Emilio Estefan, Jr. · Nicolás Tovar                | 3:42     |  |
| 4.    | «Concebido sin pecado»                   | Carlos Ponce · Joel Someillán                      | 4:00     |  |
| 5.    | «Ahora o nunca»                          | Emilio Estefan, Jr. · Sebastián Krys · Gian Marco  | 3:58     |  |
| 6.    | «Mía»                                    | Carlos Ponce · Joel Someillán                      | 4:02     |  |
| 7.    | «Llévame contigo»                        | Carlos Ponce · Joel Someillán                      | 4:03     |  |
| 8.    | «Quiero»                                 | Carlos Ponce · Joel Someillán                      | 4:00     |  |
| 9.    | «Nalgadas de Sabina»                     | Carlos Ponce · Joel Someillán                      | 3:42     |  |
| 10.   | «Dime caricias»                          | Emilio Estefan, Jr. · Carlos Ponce · Nicolás Tovar | 4:10     |  |
| 11.   | «Concebido sin pecado» (Versión popular) | Carlos Ponce · Joel Someillán                      | 3:11     |  |
| 42:19 |                                          |                                                    |          |  |

## Posicionamiento en las listas
| Lista (2002)                    | Máxima posición |
| ------------------------------- | --------------- |
| U.S. Billboard Top Latin Albums | 23              |
| U.S. Billboard Latin Pop Albums | 9               |